# Samanta y la vida de...
Samanta y la vida de... es un programa de televisión de Cuatro, producido en colaboración con Allcontents y Masanta Films, y presentado por la periodista Samanta Villar. El docu-reality se estrenó el 1 de septiembre de 2020 a las 22:45 horas, siguiendo la estela de otros programas presentados por Samanta como 21 días, Conexión Samanta, Samanta y... y La vida con Samanta.

## Formato
Samanta y la vida de... en cada programa, acompaña a su invitado a revivir acontecimientos extraordinarios de su infancia y juventud, aquellos hechos que definieron cómo iban a ser sus vidas y les marcaron hasta convertirse en las personas que son hoy. Para ello, emprenderán un viaje emocional en el que visitarán lugares destacados de sus etapas pasadas y se reencontrarán con personas que tuvieron gran significación en sus vidas. No solo será una entrañable experiencia para los invitados, sino también una gran sorpresa, porque abordarán el viaje sin saber nada de lo que les depara y redescubrirán aspectos de su pasado que ni se imaginan. La propia Samanta tendrá la ocasión de sorprenderse al recordar canciones, modas, objetos y programas de televisión de su niñez. Ruth Lorenzo, Yolanda Ramos, Ainhoa Arteta o Cesc Fàbregas serán algunos de los famosos que viviran esta experiencia única.

## Audiencias

### Temporada 1
| Programa | Famoso                  | Día de emisión | Audiencia      |
| -------- | ----------------------- | -------------- | -------------- |
| 1        | Ruth Lorenzo            | 01/09/2020     | 684 000 (5,5%) |
| 2        | Cesc Fábregas           | 08/09/2020     | 672 000 (5,4%) |
| 3        | Yolanda Ramos           | 15/09/2020     | 500 000 (4,0%) |
| 4        | Irene Villa             | 22/09/2020     | 652 000 (4,9%) |
| 5        | Ágatha Ruiz de la Prada | 28/09/2020     | 608 000 (4,8%) |
| 6        | Ainhoa Arteta           | 05/10/2020     | 511 000 (4,0%) |

## Audiencia media
| Edición                                     | Programas | Fecha | Cadena | Espectadores | Cuota |
| ------------------------------------------- | --------- | ----- | ------ | ------------ | ----- |
| Samanta y la vida de... (Primera temporada) | 6         | 2020  | Cuatro | 605 000      | 4,8%  |